# Stanisław Brzóska

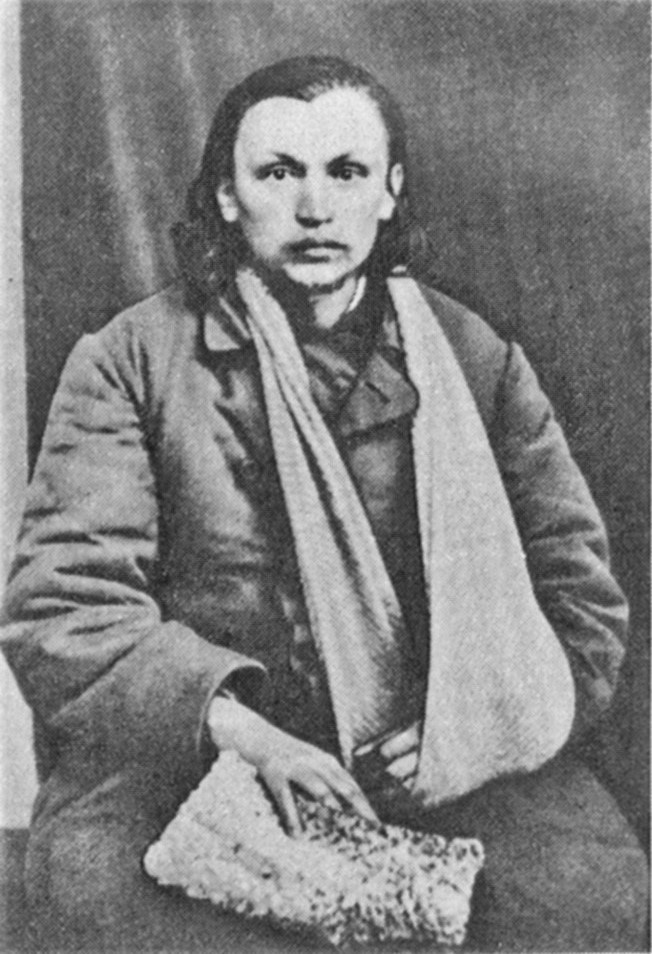
Stanisław Brzóska

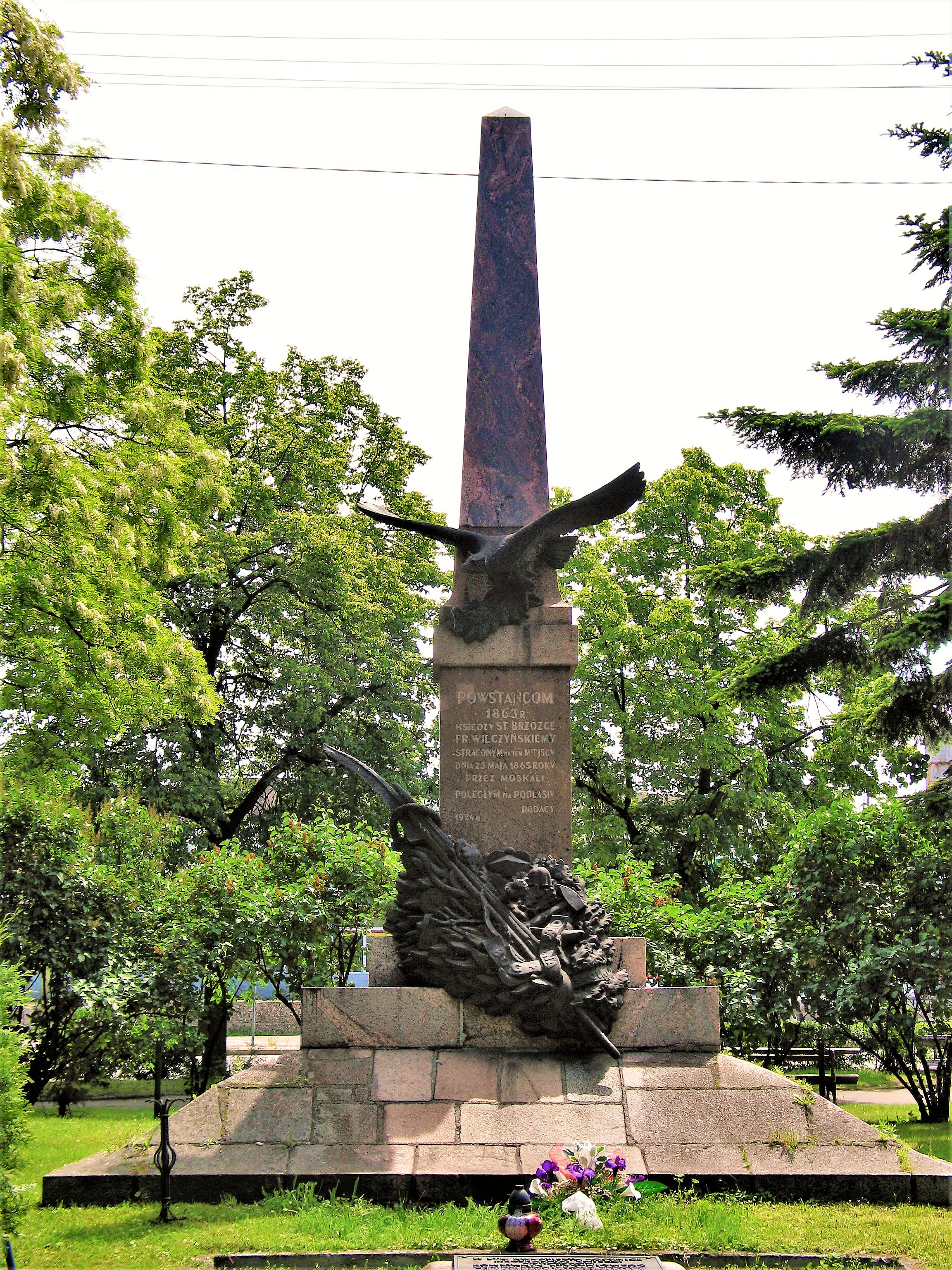
Stanisław-Brzóska-Denkmal in Sokołów Podlaski

Stanisław Brzóska (* 30. Dezember 1832 in Dokudów Pierwszy; † 23. Mai 1865 in Sokołów Podlaski) war ein polnischer katholischer Priester, der sich aktiv am Januaraufstand von 1863 gegen das Zarenreich beteiligte.

## Leben
Brzóska war wegen polnisch-patriotischer Gebete verhaftet worden und näherte sich 1862 den Verschwörern für einen Aufstand an. Nach Ausbruch des Januaraufstandes wurde er oberster Feldgeistlicher der Aufständischen im Rang eines Generals. 
Später beteiligte er sich selbst als Führer einer Partisaneneinheit an den Kämpfen. Nachdem alle anderen Gruppen bereits besiegt worden waren oder die Waffen niedergelegt hatten, kämpfte er bis Dezember 1864 weiter und schlug die russischen Truppen in verschiedenen Gefechten. Er wurde schließlich festgenommen und öffentlich durch den Strang hingerichtet.